# Maternidad Integral de Aragua
La Maternidad Integral de Aragua (MIA) o Maternidad de La Candelaria, es un centro de atención de salud materno-infantil, ubicado adjunto al Ambulatorio de la urbanización La Candelaria en la jurisdicción del municipio Mario Briceño Iragorry, en la ciudad de El Limón, al noroeste de la ciudad de Maracay, Venezuela. La Maternidad de la Candelaria es un hospital público que cuenta con camas para la atención de mujeres embarazadas y en puerperio inmediato. La MIA es uno de tres centros de salud en el estado Aragua parte del Programa de Humanización del Parto que adelanta el Ministerio venezolano para los Asuntos de la Mujer.

## Actualidad
El centro de salud fue remodelado y actualmente cuenta con salas de parto,quirófanos y áreas de cuidados intensivos. 